# عمارة ماغاي
عمارة ماغاي (بالفرنسية: Immeuble Maret) أي عمارة ماريت هي بناية تقع في شارع محمد الخامس في وسط مدينة كازابلانكا المغربية. بنيت سنة 1932، فيعود تاريخها إلى فترة الاستعمار الفرنسي في المغرب. هي بناية رمزية لمعمارية تلك الفترة وتتميز بقبة بارزة مغطاة بالزليج.

## معمارية
تتكون عمارة ماغاي من ستة طوابق فوق طابق سفلي، ويمزج أسلوبها المعمارية بين نماذج الإحياء المغاربي والكلاسيكية الحديثة والفن الحديث. وتنتشر من الزاوية المستديرة لجميع أنحاء الواجهة الرئيسية سلسلةُ من المنحنيات الخرسانية الأفقية بتأثير الموج. ويوجد في الطابق السادس رواقٌ يبين زينة الطابق الأسفل المرصوف بقطع الزليج المتعددة الألوان، وأبرزها اللون الفيروزي الذي يذكر بمعمارية غاودي. وتعلو زاوية البناية قبة بارزة مغطاة بالزليج 

## المهندس المعماري
دولابورط مهندس فرنسي حل بالدار البيضاء سنة 1913 ومع الإخوة Perret  شيد محلات باريس المغرب، التي غدت الأورقة المغربية، والتي هدمت في السبعينيات. 